# Huanuni
Huanuni est une ville de Bolivie située dans le département d'Oruro.